# Dinochloa
Els bambús del gènere Dinochloa de la subfamília bambusoideae de la família Poaceae, són plantes de clima tropical, amb rizoma simpoidal.

## Taxonomia
- Dinochloa alata
- Dinochloa macclellandii
- Dinochloa orenuda
- Dinochloa scandens
- Dinochloa sublaevigata
- Dinochloa trichogona
- Dinochloa utilis
- etc.